# 奥州市立姉体小学校
奥州市立姉体小学校（おうしゅうしりつ あねたいしょうがっこう）は、岩手県奥州市水沢姉体町にある公立小学校。通称「姉小（あねしょう）」。大谷翔平の母校として知られる。

## 沿革

### 下姉体小学校時代

#### 下姉体小学校（当校の前身）
- 1875年（明治8年）5月14日 - 下姉体小学校として、白山村字宿118番地（現：水沢姉体町字宿25番地）の龍徳寺に開校[3][4][5]。
- 1886年（明治19年）- 「下姉体尋常小学校」に改称[3]。
- 1899年（明治32年）4月1日 - 姉体村小庄に移転[5]。
- 1902年（明治35年）5月14日 - 高等科を開設し、「姉体村立下姉体尋常高等小学校[6]」に改称[3]。

#### 上姉体小学校
- 1874年（明治7年）6月20日 - 上姉体小学校として、秋成村字寺西46番地（現：水沢姉体町字寺ノ西1番地1）の慈眼寺に開校[4]。
- 1875年（明治8年） - 「養成小学校」に改称[3]。
- 1878年（明治11年） - 上島分教場を開設[3]。
- 1892年（明治25年） - 「姉体村立上姉体尋常小学校[6]」に改称[3]。
- 1906年（明治39年）6月4日 - 上島分教場を統合[3]。

### 上姉体小学校統合後
- 1918年（大正7年）3月30日 - 上姉体尋常小学校を統合し、「姉体村立姉体尋常高等小学校」に改称[5]。旧上姉体尋常小学校は上姉体分教場に移行[3]。
- 1935年（昭和10年）4月 - 青年学校令施行に伴い、姉体村立姉体青年学校を併設[7]。
- 1941年（昭和16年）4月1日 - 国民学校令施行に伴い、「姉体国民学校」に改称[5]。
- 1947年（昭和22年）4月1日 - 学校教育法施行に伴い、「姉体村立姉体小学校」に改称。姉体中学校を併設[8]。
- 1948年（昭和23年）2月1日 - 姉体小・中学校PTAを結成[8]。
- 1949年（昭和24年）9月1日 - 校章を制定[5]。
- 1952年（昭和27年）2月19日 - 校歌を制定（作詞：及川均、作曲：鷹觜洋一）[8]。
- 1954年（昭和29年）4月1日 - 町村合併に伴い、「水沢市立姉体小学校」に改称[8]。
- 1963年（昭和38年）4月1日 - 給食施設を設置し、完全給食を開始[8]。
- 1966年（昭和41年）4月1日 - 上姉体分校を統合[8]。
- 1967年（昭和42年）
  - 3月10日 - 姉体町字島田40番地に新校舎を落成し、移転[5][8]。
  - 12月24日 - 体育館を落成[8]。
- 1968年（昭和43年）9月1日 - プールを落成[8]。
- 1970年（昭和45年）6月1日 - ことばの学級を開設[8]。
- 1986年（昭和61年）4月1日 - ことばの学級を水沢南小学校へ移転[5][8]。校庭を拡張[8]。
- 1995年（平成7年）- 創立120周年を記念し、学校園「観察園」と遊具を設置[9]。
- 2003年（平成15年）12月25日 - 現在地に新校舎と新体育館を落成[5]。
- 2004年（平成16年）
  - 1月8日 - 新校舎への移転作業を実施（2日間）[5]。
  - 12月 - 校庭を造成。新プールを落成[5]。ビオトープを設置。
- 2005年（平成17年）2月11日 - 新校舎の落成式・祝賀会を挙行[5]。
- 2006年（平成18年）
  - 2月20日 - 市町村合併に伴い、「奥州市立姉体小学校」に改称[5]。
  - 9月22日 - スクールガードを設置[5]。
- 2008年（平成20年）4月1日 - 特別支援学級（肢体不自由）を開設[5]。
- 2009年（平成21年）4月1日 - 文部科学省より道徳教育推進指定校に指定（2年間）[5]。
- 2010年（平成22年）4月1日 - 特別支援学級（情緒障がい）を開設[5]。
- 2011年（平成23年）3月11日 - 東北地方太平洋沖地震により各所が被災[10]。
- 2017年（平成29年）4月1日 - 特別支援学級（病弱）を開設[5]。
- 2020年（令和2年）4月1日 - 特別支援学級（知的）を開設[5]。
- 2024年（令和6年）4月1日 - 奥州市立黒石小学校（奥州市水沢黒石町）を統合[11]。

## 教育目標
- すすんで学ぶ子ども「知」
- 親切で明るい子ども「徳」
- 健康でたくましい子ども「体」

出典：

## 施設概要
主な施設を掲載。校地面積は25,200平方メートル。
- 校舎 - 2003年竣工の鉄筋コンクリート造2階建てで、建築面積は4,031平方メートル[12][1]。児童が伸び伸びと成長するように設計されている。内装は木材を多用して温もりを感じられるほか、全館暖房を備えている。外装は田園地帯に馴染むよう淡い色合いとなっている。1階中央部には全校集会が行える広さの多目的ホールを設けており、吹き抜けかつ壁面からの採光面積を広くすることで開放的で明るい空間を実現した。また、環境への配慮として太陽光パネルや風力発電設備を導入した[12]。
- 体育館 - 2003年竣工[5]。建築面積1,182平方メートル[1]。
- 屋外プール - 2004年竣工[5]。面積は1,050平方メートル（プールサイド・更衣室を含む）[13]。槽はステンレス造[1]。25m6コースのメインプールと、水深が浅い13mのサブプールがある[13]。
- 校庭 - 13,000平方メートル[5]。
- ビオトープ

## 児童・学級数
2000年度以降の児童数と学級数の推移。
| 年度                                                  | 児童数    | 増減 | 学級数  | 増減 | 出典   | 備考               |
| ----------------------------------------------------- | --------- | ---- | ------- | ---- | ------ | ------------------ |
| 2000（平成12）年度                                    | 212       |      | 8       |      | [ 14 ] |                    |
| 2001（平成13）年度                                    | 232       | 20   | 9       | 1    | [ 15 ] |                    |
| 2002（平成14）年度                                    | 239       | 7    | 9       | 0    | [ 16 ] |                    |
| 2003（平成15）年度                                    | 248       | 9    | 9       | 0    | [ 17 ] |                    |
| 2004（平成16）年度                                    | 253（2）  | 5    | 11（1） | 2    | [ 18 ] | 特殊学級開設       |
| 2005（平成17）年度                                    | 271（1）  | 18   | 12（1） | 1    | [ 19 ] | 開校130周年        |
| 2006（平成18）年度                                    | 256       | −15  | 11      | －1  | [ 20 ] |                    |
| 2007（平成19）年度                                    | 265       | 9    | 11      | 0    | [ 21 ] |                    |
| 2008（平成20）年度                                    | 265（1）  | 0    | 11（1） | 0    | [ 22 ] | 特別支援学級再開設 |
| 2009（平成21）年度                                    | 262（1）  | −3   | 11（1） | 0    | [ 23 ] |                    |
| 2010（平成22）年度                                    | 252（3）  | −10  | 11（2） | 0    | [ 24 ] |                    |
| 2011（平成23）年度                                    | 242（5）  | −10  | 11（2） | 0    | [ 25 ] |                    |
| 2012（平成24）年度                                    | 238（4）  | −4   | 11（2） | 0    | [ 26 ] |                    |
| 2013（平成25）年度                                    | 212（4）  | −26  | 9（2）  | −2   | [ 26 ] |                    |
| 2014（平成26）年度                                    | 207（3）  | −5   | 9（2）  | 0    | [ 26 ] |                    |
| 2015（平成27）年度                                    | 203（3）  | −4   | 8（2）  | −1   | [ 26 ] | 開校140周年        |
| 2016（平成28）年度                                    | 206（3）  | 3    | 8（2）  | 0    | [ 26 ] |                    |
| 2017（平成29）年度                                    | 203（3）  | −3   | 8（2）  | 0    | [ 26 ] |                    |
| 2018（平成30）年度                                    | 213（4）  | 10   | 10（3） | 2    | [ 26 ] |                    |
| 2019（令和元）年度                                    | 216（4）  | 3    | 10（3） | 0    | [ 26 ] |                    |
| 2020（令和2）年度                                     | 222（7）  | 6    | 11（4） | 1    | [ 26 ] |                    |
| 2021（令和3）年度                                     | 235（9）  | 13   | 13（4） | 2    | [ 26 ] |                    |
| 2022（令和4）年度                                     | 246（11） | 11   | 14（4） | 1    | [ 26 ] |                    |
| 2023（令和5）年度                                     | 247（13） | 1    | 13（3） | －1  | [ 26 ] |                    |
| 2024（令和6）年度                                     | 277（14） | 30   | 15（3） | 2    | [ 27 ] |                    |
| ※児童数・学級数内の括弧は特別支援児童・学級数（内数） |           |      |         |      |        |                    |

## 学区
- 奥州市水沢姉体町
  - 行政区 - 西姉体、上姉体、上島、姉体中央、宿、上野、下姉体、姉体南方、北姉体
- 奥州市水沢黒石町
  - 行政区 - 内堀、鶴城、長根、下柳、二渡、正方寺、小黒石、高清水

出典：

## 進学先の中学校
- 水沢市立姉体中学校（水沢市姉体町、現：奥州市水沢姉体町） - 1968年度以前[29]
- 奥州市立水沢南中学校（奥州市水沢真城） - 1969年度以降[28][29]

## アクセス
国道343号から外れた田園地帯に位置している。

### バス
- 「マイネアタウン」停留所（奥州市コミュニティバス・南方線）から、徒歩で約21分。

## 周辺
- 寿安下堰
- 国道343号
- 多機能型事業所ワークみずさわ
- 認定こども園姉体幼稚園 - 進級前幼稚園のひとつで、旧校舎跡に所在。
- 奥州市役所水沢区姉体児童センター

## 著名な出身者
- 倉成淳（1968年度卒業・奥州市長）[30]
- 大谷龍太（1999年度卒業・大谷翔平の兄）
- 大谷翔平（2006年度卒業・プロ野球選手、ロサンゼルス・ドジャース所属[31]）[30][32]

大谷が2023年度に日本全国の小学校に大谷グローブを送った際には、全国で1番早く届いた小学校として、また、大谷の母校として、複数のマスメディアで取り上げられた。